# Chien à poil long sous les fleurs
Chien à poil long sous les fleurs (chinois : 花底仙尨 ; pinyin : huā dǐ xiān máng) est une peinture sur soie réaliste, à l'encre et en couleur, représentant un petit chien roux près d'un vieux pêcher en fleurs, et réalisée par le missionnaire jésuite milanais Giuseppe Castiglione (Lang Shinin) durant son séjour à la cour impériale chinoise. Cette peinture est désormais conservée au musée national du Palais, à Taïwan.

## Contexte
Cette œuvre n'est pas datée, mais les archives de la cour Qing signalent que Castiglione a peint un petit chien « rouge » durant le deuxième mois lunaire de la cinquième année lunaire de Yongzheng (1727) ; il s'agit probablement de cette peinture,. Elle présente les caractéristiques typiques des œuvres de jeunesse de Castiglione.

## Description
Chien à poil long sous les fleurs est une peinture sur soie sur rouleau vertical, à l'encre rehaussée de couleurs. Ses dimensions sont de 123,2 × 61,9 cm,.
Cette peinture représente un petit chien de couleur brun rougeâtre, près d'un rocher et d'un vieux pêcher noueux en fleurs, dans un jardin,. Le vieux pêcher dans le coin inférieur droit surplombe le chien avec une branche fleurie. Les racines sont denses et noueuses, suggérant que cet arbre est toujours vivant. À l’arrière-plan, un grand rocher décoratif de forme alambiquée complète la composition avec le vieil arbre. Le rendu du petit chien est très précis et attachant, Castiglione créant une sensation de mouvement malgré le calme dégagé par sa composition. L'attention du petit chien semble attirée par un élément extérieur à la composition, qui le pousse à regarder derrière lui, à l'arrêt.
Giuseppe Castiglione a utilisé des techniques réalistes pour dépeindre l'animal, permettant la tridimensionnalité et les reflets lustrés sur ses poils. Le chien est traité selon les techniques occidentales, faisant appel au clair-obscur.
Castiglione a signé, en chinois, dans le coin inférieur gauche.

## Parcours de la peinture
La peinture est désormais conservée au musée national du Palais, à Taïwan.
Un timbre-poste représentant cette peinture a été émis en 2015 à Taïwan.